# مايك ستانتون
مايك ستانتون (بالإنجليزية: Mike Stanton) هو لاعب كرة قاعدة أمريكي، ولد في 2 يونيو 1967 في هيوستن في الولايات المتحدة.

## وصلات خارجية
- مايك ستانتون على موقع دوري كرة القاعدة الرئيسي (الإنجليزية)
- مايك ستانتون على موقعبيزبول رفرنس.كوم (الدوري الرئيسي) (الإنجليزية)
- مايك ستانتون على موقعبيزبول رفرنس.كوم (الدوري الثانوي) (الإنجليزية)
- مايك ستانتون على موقع إي إس بي إن.كوم (أم.أل.بي) (الإنجليزية)
- مايك ستانتون على موقع مشجعي الرسوم البيانية (الإنجليزية)